# Wielki Szyfr

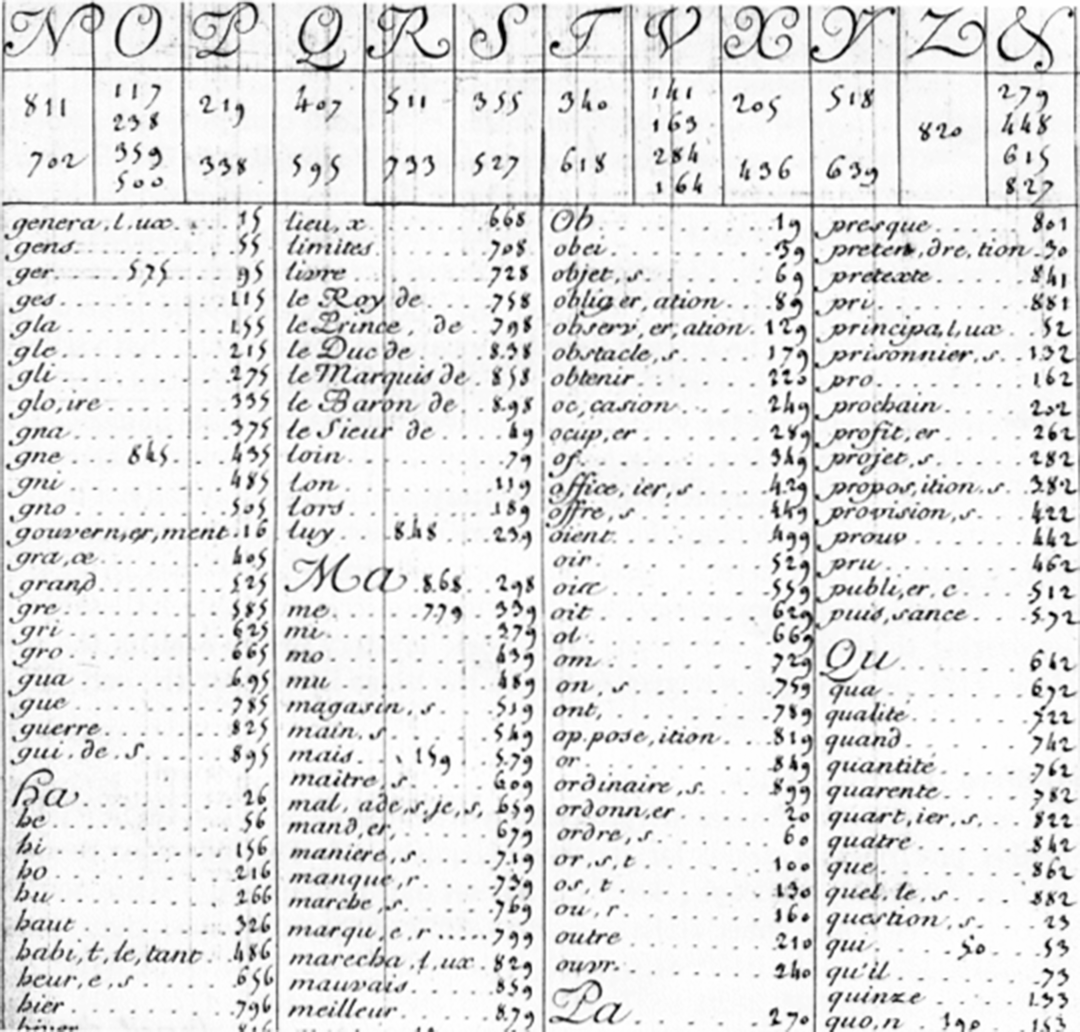
Jeden z nomeklatorów Wielkiego Szyfru z 1690

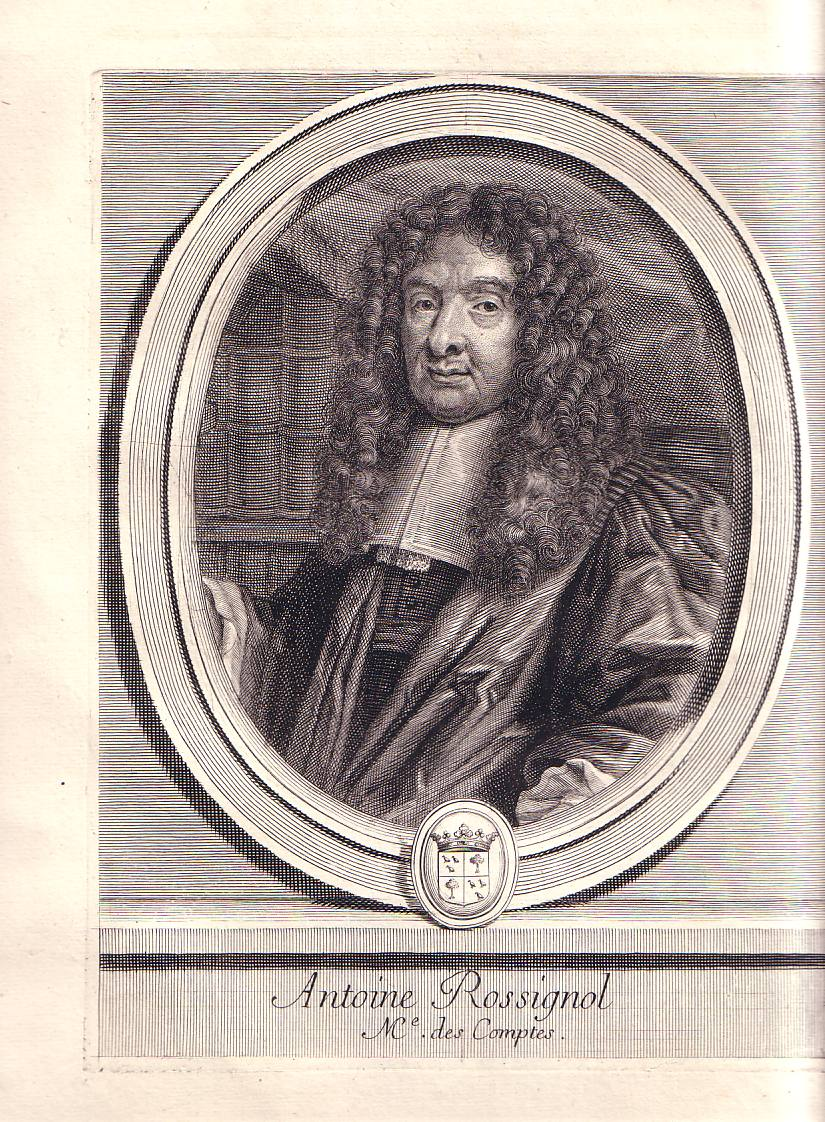
Portret autora Wielkiego Szyfru - Antoine Rossignol

Wielki Szyfr (fr. Le Grande Chiffre) – szyfr homofoniczny wykorzystujący nomenklator, opracowany przez Antoine Rossignol i jego syna Bonaventure.

## Historia
W 1628 Antoine Rossignol złamał szyfr Hugenotów, broniących twierdzę Réalmont przed armią francuską. Sukcesem tym zainteresował się kardynał Richelieu i sprowadził młodego matematyka na dwór królewski. Po pomyślnym złamaniu kolejnych szyfrów Rossignol został głównym kryptologiem królewskim (po nim zostali nim jego syn oraz wnuk Antoine-Bonaventure). Ludwik XIV zlecił mu opracowanie metody poprawiającej bezpieczeństwo informacji wysyłanych przez francuski rząd, co zaowocowało opracowaniem Wielkiego Szyfru.
Po śmierci Antoine-Bonaventure Rossignol szyfr wyszedł z użycia ale zaszyfrowane nim wiadomości pozostały niezłamane aż do XIX w., kiedy odczytał je Étienne Bazeries za pomocą analizy statystycznej. W jednym z analizowanych tekstów na każdej stronie kilkukrotnie pojawiała się sekwencja 124-22-125-46-345. Bazieres przyjął, że odpowiada ona słowom les-en-ne-mi-s (les ennemis - z fr. wrogowie), co umożliwiło odszyfrowanie całości tekstu.

## Zasada działania
Wielki Szyfr jest homofonicznym szyfrem podstawieniowym z rozbudowanym nomenklatorem czyli połączeniem książki kodów ze sporą tablicą podstawień homofonicznych, które dotyczyły tak liter, jak i całych wyrazów bądź sylab. Popularne wyrazy takie jak nazwiska znanych osób czy obiekty geograficzne (państwa, miasta, rzeki itd.) miały własne podstawienia homofoniczne.
Ponadto stosowano pułapki w postaci „zerowych homofonów” (puste znaki, które niczego nie kodowały), których zadaniem było jedynie utrudnianie kryptoanalizy oraz homofony, których wystąpienie „usuwało” pewien poprzedzający je rozszyfrowany fragment. Szyfrogram zabezpieczony był również przed prostą analizą statystyczną, np. najczęściej występująca w języku francuskim litera „e” miała aż 131 homofonów z łącznej puli 711 występujących w całym szyfrze.